# دايميل (سيوداد ريال)
بلدية دايميل (بالإسبانية: Daimiel)‏، هي إحدى بلديات مقاطعة سيوداد ريال إحدى مقاطعات إسبانيا، والتي تقع في منطقة قشتالة لا منتشا وسط إسبانيا.
يبلغ عدد سكانها 18.078 نسمة وفقاً لإحصائية سنة (2007).